# Гасымов, Эльмар Ильгар оглы
Эльма́р Ильга́р оглы́ Гасы́мов (азерб. Elmar İlqar oğlu Qasımov; род. 2 ноября 1990, Хырдалан) — азербайджанский дзюдоист, серебряный призёр Олимпийских игр 2016, участник Олимпийских игр 2012, трёхкратный чемпион Азербайджана (2008, 2013, 2024), бронзовый призёр чемпионата мира 2017, чемпионата Европы 2012 и Европейских игр 2019, серебряный призёр чемпионата Европы 2014. Член национальной сборной Азербайджана по дзюдо (2010—2023, 2024—н.в.).
С февраля 2016 года по февраль 2017 Гасымов занимал первое место в мировом рейтинге по версии Международной федерации дзюдо. Он также является двукратным победителем турнира «World Masters» (2015, 2016), трёхкратным победителем Гран-при (2015 в Самсуне и Тбилиси и 2018 в Ташкенте) и победителем турнира «Большого шлема» 2014 в Тюмени. Первого же своего крупного успеха достиг в 2009 году в Ереване, став чемпионом Европы среди юниоров.
В 2016 году за высокие достижения на XXXI летних Олимпийских играх в Рио-де-Жанейро, а также за заслуги в развитии азербайджанского спорта указом президента Азербайджана был награждён орденом «За службу Отечеству III степени». В 2017 году Гасымову было присвоено почётное звание «Заслуженный мастер спорта Азербайджанской Республики».

## Биография

### Ранние годы. Начало карьеры
Эльмар Гасымов родился 2 ноября 1990 года в посёлке Хырдалан. Родом же спортсмен, по его же словам, из Лерика. Заниматься дзюдо Эльмар начал с семи лет, в этот вид спорта его привёл отец. С десяти лет Гасымов начал тренироваться под руководством Фархада Мамедова. Вскоре он, являющийся воспитанником клуба «Атилла», стал принимать участие в юношеских турнирах. В марте 2007 года на проходившем в Маштаге чемпионате Азербайджана среди юношей не старше 20 лет он завоевал серебряную медаль, через три месяца — бронзовую медаль на чемпионате страны среди юношей не старше 23 лет, а в декабре — бронзовую медаль на взрослом чемпионате Азербайджана.
В марте 2008 года на чемпионате Азербайджана среди юношей не старше 20 лет, который проходил в Сумгаите, Гасымов стал победителем. В июне того же года он стал серебряным призёром чемпионата Азербайджана среди юношей не старше 23 лет и бронзовым призёром Кубка Европы в Афинах. В декабре 2008 года ему удалось стать чемпионом Азербайджана среди взрослых, победив в финале Эльхана Мамедова.
В начале 2009 года Эльмар Гасымов выступил на Гран-при Гамбурга, заняв 5-е место, однако на чемпионате Европы проиграл первую же схватку россиянину Тагиру Хайбулаеву. В июне дзюдоист выиграл юниорский турнир в Лайбнице. На дебютном для себя чемпионате мира, который проходил в августе в Роттердаме, Гасымов занял 5-е место. На Всемирной Универсиаде в Белграде, одержав четыре победы в шести схватках, он также занял 5-е место.

### Первый крупный успех
В сентябре 2009 года Эльмар Гасымов завоевал золотую медаль на проходившем в Ереване молодёжном чемпионате Европы. Это был его первый крупный успех. Выступление азербайджанских дзюдоистов на этом турнире было первым выступлением азербайджанских атлетов в Армении, с которой у Азербайджана в связи с Карабахским конфликтом сложные отношения. Решение же об участии азербайджанских дзюдоистов на чемпионате, по словам тогдашнего президента Федерации дзюдо Азербайджана Физули Алекперова, принял лично президент Азербайджана Ильхам Алиев. Мать Гасымова заявляла, что не боялась за своего сына, отметив, что вопросы безопасности были гарантированы на уровне президента.
Ещё до начала турнира Гасымов заявлял, что на чемпионате будет бороться только за победу. В финальной схватке он всего за 21 секунду победил чеха Лукаша Крпалека, являвшегося на тот момент чемпионом мира среди юниоров. Все пять дзюдоистов Азербайджана вернулись с турнира с медалями, а единственное золото принёс Эльмар Гасымов. В своём интервью после окончания финала спортсмен заявил, что посвящает свою победу «душам шахидов, погибших в Карабахе». Сразу после возвращения на Родину дзюдоистов принял глава государства. Указом президента страны призёрам турнира и их тренерам были вручены награды: Эльмару Гасымову — 50 000 манатов, а его личному тренеру Али Дервишеву — 12 500 манатов.
После чемпионата Гасымов три дня давал интервью, выступал на телевидении, о нём писали в газетах, он снялся с медалями в фотосессиях для ряда журналов, таких как «EQO». Как отмечал Гасымов, многие говорили, что у него «звёздная болезнь», с чем сам он не соглашался. По признанию спортсмена, уже на четвёртый день он начал тренировки.
В конце года Гасымову удалось завоевать серебряную медаль на чемпионате Азербайджана. Эльмар был назван лучшим дзюдоистом страны 2009 года.

### Спад в карьере
В начале 2010-х в карьере Гасымова наметился спад. В этом в апреле 2012 года признавался и сам дзюдоист. По его словам, после чемпионата Европы среди юниоров в Ереване он «немного подустал», перестал тренироваться, а позднее, во время тренировочных сборов, получил травму колена и целый месяц просидел дома. Эта травма сильно отбросила Гасымова назад, так как он вынужден был пропустить из-за неё несколько важных турниров. На чемпионате Европы, проходившем в 2010 году в Вене, Гасымов проиграл в первой же схватке. В июне 2010 года спортсмен стал серебряным призёром чемпионата Азербайджана среди юношей не старше 23 лет, в этом же месяце занял третье место на Кубке Европы в Целе, а через месяц, на аналогичном турнире в Стамбуле — второе. На чемпионате мира 2010 года дзюдоист, по его же словам, «боролся хорошо», одолел чемпиона мира из Южной Кореи Хван Хи Тхэ, но в четвертьфинале проиграл кубинскому спортсмену Орейдису Деспайне, которого до этого два раза побеждал, и в итоге занял 7-е место. В конце года Гасымову вновь удалось победить спортсмена из Кубы, своё же поражение на чемпионате мира дзюдоист объяснил невезением.
После первенства мира 2010 года Гасымов, по его же словам, забросил тренировки, из-за чего в его карьере наметился дальнейший спад. В июне 2011 года дзюдоист завоевал бронзовую медаль на Кубке мира в Сан-Паулу. На всех других соревнованиях сезона Гасымов оставался без наград, а из-за травмы пропустил несколько важных стартов. Неудачно спортсмен выступил и на чемпионате Европы в Стамбуле, где проиграл первую же схватку датчанину Фредерику Йоргенсену. На чемпионате мира в Париже Гасымов также проиграл первую схватку, на этот раз с действующим на тот момент чемпионом Европы Амелем Мекичем из Боснии, хотя первый результативный бросок был за азербайджанским спортсменом. Наконец, в сентябре 2011 года ему удалось выиграть бронзовую медаль лицензионного Кубка мира, проходящего в Ташкенте, проиграв лишь в полуфинале хозяину татами чемпиону Азии Рамзиддину Саидову.

### Время подъёма и новые успехи
В апреле 2012 года Гасымов выиграл бронзовую награду чемпионата Европы в Челябинске, одолев Дино Пфейффера из Германии в решающем поединке. Так, он добился первого значимого успеха на взрослом уровне, гарантировав тем самым своё участие на Олимпийских играх в Лондоне. На самих играх же Эльмар Гасымов занял 7-е место. В 1/16 финала он победил Максима Ракова из Казахстана, но в ходе поединка получил травму ноги. В четвертьфинале Эльмар проиграл Хван Хи Тхэ из Южной Кореи, а в дальнейшем утешительном поединке — Рамзиддину Саидову.
В марте 2013 года Гасымов стал серебряным призёром Гран-при в Самсуне, проиграв в финале иппоном россиянину Адлану Бисултанову. В апреле на чемпионате Европы в Будапеште Эльмар занял 5-е место, что стало наилучшим результатом азербайджанских дзюдоистов на этом турнире. В полуфинале он проиграл Крпалеку, а в схватке за бронзу — латвийцу Евгению Бородавко. В мае этого же года Гасымов стал бронзовым призёром турнира «World Masters» в Тюмени. Сам же турнир выиграл его соотечественник, перешедший в весовую категорию до 100 кг Эльхан Мамедов, который стал конкурентом Эльмара. В августе Мамедов выиграл чемпионат мира, став первым номером в весе Гасымова. Последний к концу года забросил тренировки сборной, одну из причин такого отношения спортивные обозреватели видели в методах главного тренера сборной Петера Зайхенбахера, физически нагружавшего своих подопечных. Тем не менее в ноябре Гасымову удалось второй раз выиграть чемпионат Азербайджана, одержав на этот раз победу над Шахином Гахрамановым.
В первой половине 2014 года Гасымов провёл сборы в Анталье, Минске, Будапеште, что позволило ему набрать оптимальную форму и тем самым подняться на качественно новый уровень. В апреле 2014 года он вышел в финал чемпионата Европы в Монпелье и, уступив Лукашу Крпалеку, занял второе место. В июле же Эльмар победил на турнире «Большого шлема» в Тюмени. На эту победу, как позднее признавался сам Гасымов, его мотивировало серебро европейского первенства. После прошедшего в августе чемпионата мира в Челябинске, на котором он проиграл Сойюбу Курбонову из Узбекистана, спортсмен несколько месяцев не тренировался как следует, тем не менее набрал нужные кондиции перед «Большим шлемом» в Абу-Даби, где занял 5-е место.
В марте 2015 года Гасымов стал победителем Гран-при в Турции, выиграв в финале Карла-Рихарда Фрея из Германии. В мае этого же года он победил на турнире «World Masters» в Рабате, одолев в финале Лукаша Крпалека. В июне Гасымов был знаменосцем сборной Азербайджана на церемонии открытия первых Европейских игр 2015 в Баку. Однако на самих соревнованиях лидер сборной Азербайджана неожиданно проиграл Хорхе Фонсеке из Португалии, попавшись на иппон, когда до конца встречи оставалось 24 секунды. В августе Гасымов выступил на чемпионате мира в Астане: хотя и выиграл первую схватку, но во второй проиграл Чингизу Мамедову из Кыргызстана. В октябре спортсмен выиграл бронзу на Всемирных военных играх в Мунгёне в весе до 100 кг и в командном зачёте. В конце года Гасымов занял третье место на турнире «Большого шлема» в Токио, победив в поединке за бронзу Максима Ракова из Казахстана.
В феврале 2016 года Гасымов по версии Международной федерации дзюдо занял первое место в мировом рейтинге. В апреле он принял участие на чемпионате Европы в Казани, несмотря на то, что за три недели до турнира получил травму ребра, и его выступление было под вопросом. На чемпионате Гасымов занял 5-е место, проиграв в схватке за бронзу Григорию Минаскину из Эстонии. В мае этого же года он выиграл международный турнир «World Masters», который проходил в Гвадалахаре. В финале Гасымов победил французского дзюдоиста Сириля Маре.
Гасымов представлял Азербайджан на летних Олимпийских играх 2016 года в Рио-де-Жанейро, где завоевал серебряную медаль по дзюдо в весе до 100 кг. Своё поражение в финале от чеха Лукаша Крпалека, с которым он до этого встречался 5 раз и чаще побеждал, азербайджанский дзюдоист объяснил нехваткой времени на отдых между полуфиналом и финалом. 1 сентября за высокие достижения на XXXI летних Олимпийских играх в Рио-де-Жанейро, а также за заслуги в развитии азербайджанского спорта указом президента Азербайджана Гасымов был награждён орденом «За службу Отечеству III степени».
В феврале 2017 года на турнире «Большого шлема» в Париже Гасымов проиграл первый же поединок, выбыв из турнира. В итоге он потерял 90 очков рейтинга, сместившись на второе место. На первое же место поднялся дзюдоист из Франции Сириль Маре. В начале марта 2017 года Эльмару Гасымову было присвоено почётное звание «Заслуженного мастера спорта Азербайджанской Республики».
На проходившем в марте 2017 года турнире «Большого шлема» в Баку Гасымов выиграл серебро, проиграв в финале голландцу Михаэлю Коррелу лишь по количеству предупреждений. Своё поражение азербайджанский спортсмен объяснил тем, что не был в идеальной форме, так как интенсивные тренировки начал лишь в начале года и ещё не набрал соответствующую форму. В апреле 2017 года Гасымов дошёл до полуфинала чемпионата Европы, проходившего в Варшаве. Здесь он не смог одолеть своего соотечественника Эльхана Мамедова, а в поединке за бронзу уступил россиянину Казбеку Занкишиеву. В мае 2017 года он стал серебряным призёром Исламских игр солидарности, проходивших в Баку, где в финале проиграл тому же Мамедову. В августе этого же года Гасымов выступил на чемпионате мира в Будапеште, где взял бронзовую медаль. В первой схватке он одолел Отгонбатара Лхагвасурена из Монголии, а затем — португальского спортсмена Хорхе Фонсеку. Однако в четвертьфинале Гасымов уступил японцу Аарону Вольфу, сохранив шансы на бронзу. В утешительной схватке он выиграл у Тома Никифорова из Бельгии и встретился в решающей схватке за бронзу с Эльханом Мамедовым. На этот раз победу отпраздновал Гасымов, впервые став призёром мирового первенства. На свою победу над соотечественником Эльмар отреагировал весьма бурно. Покидая татами, Гасымов выкрикивал по-английски «I am number one in Azerbaijan» («Я — номер один в Азербайджане»), что спортивные обозреватели объясняли давлением заочной конкуренции на спортсменов.
На Европейских играх 2019 года Гасымов взял бронзовую медаль, уступив в четвертьфинале французу Сирилю Маре и одолев в утешительных поединках Данило Пантича из Черногории и Златко Кумрича из Хорватии. Помимо этого, ему была вручена также бронзовая медаль чемпионата Европы, поскольку именно такой статус имели соревнования по дзюдо на Евроиграх в Минске.
В июле 2019 году Гасымов стал 7-м на Гран-при в Загребе, а в августе занял 5-е место на чемпионате мира в Токио, уступив в схватке за бронзу Аарону Вольфу из Японии. В ноябре 2019 года он взял серебро турнира «Большого шлема» в Осаке, одолев в полуфинале Аарона Вольфа. В феврале 2020 года Эльмар вновь стал серебряным призёром турнира «Большого шлема» в Дюссельдорфе. Это был последний раз, когда Гасымов поднимался на пьедестал почёта вплоть до апреля 2022 года.

### Череда неудач и отстранение от сборной
После завоёванного серебра в Дюссельдорфе Эльмар Гасымов принял участие в семи международных соревнованиях, среди которых самым лучшим результатом стало 7-е место на чемпионате Европы 2020 года в Праге. Он перестал быть первым номером сборной Азербайджана в весовой категории до 100 килограммов. В этом плане его обошёл молодой легионер из Осетии Зелим Коцоев, который в 2021 году уже успел и выиграть турнир «Большого шлема», и стать призёром ряда других престижных соревнований. Ещё в феврале 2021 года Коцоева и Гасымова разделяло всего 227 очков в рейтинге, в связи с чем Европейский Союз дзюдо (EJU), рассказывая о конкуренции в сборной Азербайджана в категории до 100 кг, назвало конкуренцию между двумя дзюдоистами одной из самых напряжённых.
Однако уже в мае 2021 года Коцоев оторвался от Гасымова в рейтинге на 997 очков, и стало очевидно, что Эльмару будет очень трудно опередить своего конкурента по сборной, особенно в свете последних неудачных выступлений на международных турнирах. К июню 2021 года Коцоев опережал Гасымова в мировом рейтинге уже более чем на тысячу очков. По словам Коцоева, в команде была договорённость: кто окажется выше в мировом рейтинге, тот и поедет на Олимпиаду.
В июне 2021 года Эльмар Гасымов опубликовал на своей странице в Instagram видеоролик, в котором выбрасывал с балкона на улицу стодолларовые купюры, сопровождая ролик комментарием: «Когда зарабатываешь неправомерным путём». Ролик вызвал неоднозначную реакцию в обществе. В Федерации дзюдо Азербайджана же сообщили, что из-за этого видеоролика Гасымов был отстранён от сборной, отметив при этом, что не раз предупреждали дзюдоиста относительно публикуемых им видеороликов в соцсетях. Позже, однако, выяснилось, что купюры были ненастоящими. Сам Гасымов не раз публиковал на своей странице в Instagram шуточные ролики, в одном из которых якобы подрабатывал таксистом. После этого инцидента дзюдоист опубликовал свою фотографию и сопроводил её следующим комментарием: «Не принимайте близко к сердцу видеоролики».
В итоге, через неделю после новости об отстранении Гасымова, стало известно, что в весовой категории до 100 кг Азербайджан на Олимпийских играх в Токио представит, как и ожидалось, Зелим Коцоев.

### Возвращение в сборную, новые достижения и завершение карьеры
В декабре 2021 года Эльмар Гасымов сообщил о том, что вернулся в состав сборной Азербайджана. Своё возвращение в сборную он связал со сменой руководства Федерации дзюдо Азербайджана после неудачного выступления мужской сборной на Олимпиаде. В своём интервью Гасымов заявил: «К руководству пришли нормальные люди. У нас хорошие тренеры. В федерации заверили, что всё будет хорошо».
В феврале 2022 года Гасымов стал седьмым на турнире «Большого шлема» в Тель-Авиве, но уже в апреле этого же года вновь заявил о себе, завоевав бронзовую медаль на турнире «Большого шлема» в турецкой Анталье. Медаль Гасымова стала также единственной медалью сборной Азербайджана на этом турнире.
В мае 2022 года Эльмар Гасымов в составе сборной Азербайджана принял участие на чемпионате Европы в Софии. В весовой категории до 100 кг он поочерёдно одолел Седрика Оливара из Франции и Илию Суламанидзе из Грузии и вышел в четвертьфинал, где проиграл голландцу Михаэлю Коррелу и перешёл в утешительный блок. Здесь Гасымов одолел Петера Пальчика из Израиля, но в решающей схватке за бронзу проиграл Даниэлю Эйчу из Швейцарии, заняв пятое место. После возвращения в сборную и до этого чемпионата Эльмар вместе со сборной тренировался под руководством Эльчина Исмайлова и Мовлуда Миралиева. В феврале же новым главным тренером мужской сборной Азербайджана был назначен немец Рихард Траутман. По словам Гасымова, новый тренер после первенства Европы скорректировал физподготовку и дал новые упражнения (в том числе и с весами). Дзюдоист позже признавался, что ему поначалу было очень трудно приспособиться к этим весам и новым занятиям. По мнению Гасымова, именно из-за этого у него пошёл спад.
В августе 2022 года азербайджанские дзюдоисты принимали участие на V Играх исламской солидарности в турецкой Конье. На этих играх Азербайджан был представлен вторым составом, в который вошёл и Эльмар Гасымов. Как позже признавался дзюдоист, к началу турнира он ещё не набрал свою оптимальную форму и даже приехал в Конью с травмой ребра, из-за чего не тренировался несколько дней. Тем не менее Гасымову удалось дойти до финала в весовой категории до 100 кг, где он уступил Музаффарбеку Туробоеву из Узбекистана, завоевавшему через два месяца титул чемпиона мира. В командном же турнире сборная Азербайджана с Гасымовым в своём составе взяла золото, одолев в финале сборную Турции, причём в решающей схватке в финале именно Эльмару удалось взять победное очко, одолев Мерта Шишманлара. После Исламиады спортсмен заявил, что после приезда в Баку планирует обсудить свой тренировочный процесс с тренерским штабом, окончательно «обрести прежнюю форму и начать борьбу за олимпийскую лицензию».
В октябре 2022 года Гасымов занял пятое место на турнире «Большого шлема» в Абу-Даби, проиграв в схватке за бронзу Шади Эль-Нахасу из Канады.
27 февраля 2023 года Эльмар Гасымов публично объявил о завершении своей профессиональной карьеры, оповестив об этом Федерацию дзюдо Азербайджана. В своём заявлении он сказал:
Дзюдо сыграло большую роль в моей жизни. Хочу поблагодарить всех тех, кто принял непосредственное участие в моём становлении и поддерживал меня. Сейчас у меня другие цели и хочу направить свои усилия на реализацию этих планов.

### Возобновление карьеры
29 ноября 2024 года объявил о возобновлении карьеры. В декабре 2024 года завоевал золотую медаль на чемпионате Азербайджана по дзюдо. В марте 2025 года выступил на турнире Большого шлема в Тбилиси, но в первой же схватке весовой категории до 100 кг проиграл местному дзюдоисту Имеде Гоголадзе и завершил выступление.
В мае 2025 года принял участие на Кубке Европы в Гори в весовой категории до 100 кг, но завершил турнир без медали.

## Стиль и особенности борьбы
| |  |
| Гасымов применят бросок «бычок» против Тагира Хайбулаева (слева) и празднует победу над Артёмом Блошенко своеобразным криком. Олимпийские игры 2016 |  |

По словам олимпийского чемпиона 2012 года Тагира Хайбулаева, фирменным приёмом Гасымова является бросок, который в просторечии называется «бычок», и Эльмар часто его применяет. Именно этим броском ему удалось взять очко вадза-ари в поединке с Хайбулаевым на Олимпийских играх 2016. Также, по словам Хайбулаева, Эльмар Гасымов обладает «хорошим захватом». Спортивные обозреватели отмечали «фирменную борьбу» дзюдоиста на Олимпиаде в Рио, чья спокойная борьба как бы «убаюкивала» соперников, сменяясь неожиданным приёмом в нужный момент.
Высокий рост (188 см), согласно Гасымову, не мешает ему бороться: так, он позволяет Эльмару не подпускать соперника, применять приёмы с высоты.
Любимым же приёмом спортсмена является «иппон сэойнагэ», который он продемонстрировал в рекламном ролике Исламских игр 2017 на своём товарище по команде Рустаме Оруджеве.
По словам Гасымова, если соперник многие схватки решает за счёт лучших физических кондиций, то борьбу надо строить так, чтобы заставить его ошибаться, не давать захваты и постоянно опережать, не давая развернуться. Именно с этой тактикой Гасымов боролся против Максима Ракова в поединке за бронзовую медаль на турнире «Большого шлема» в Токио и в итоге победил.
Выходя на татами, Гасымов, по его же словам, ни о чём, кроме соперника, не думает, забывает обо всём и не волнуется.
Победу над соперником Эльмар Гасымов часто празднует громким своеобразным криком и ударами по груди.

## Результаты выступлений на международных турнирах
В списке приведены результаты только индивидуальных выступлений.
| Турнир (весовая категория)                 | Место и время проведения        | 1/32 финала            | 1/16 финала                    | 1/8 финала                  | Четвертьфинал              | Полуфинал                           | Финал                    | Место                |
| Турнир (весовая категория)                 | Место и время проведения        | Соперник Результат     | Соперник Результат             | Соперник Результат          | Соперник Результат         | Соперник Результат                  | Соперник Результат       | Место                |
| ------------------------------------------ | ------------------------------- | ---------------------- | ------------------------------ | --------------------------- | -------------------------- | ----------------------------------- | ------------------------ | -------------------- |
| Гран-при (до 100 кг)                       | Гамбург 22 февраля 2009         | Не проводился          | Орейдис Деспейн В              | Магомед Магомедов В         | Даниель Брата П            | Завершил выступление                | Завершил выступление     | 5                    |
| 58-й чемпионат Европы (до 100 кг)          | Тбилиси 26 апреля 2009          | Не участвовал          | Тагир Хайбулаев П              | Завершил выступление        | Завершил выступление       | Завершил выступление                | Завершил выступление     | Завершил выступление |
| XXV летняя Универсиада (до 100 кг)         | Белград 7 июля 2009             | Не участвовал          | Рамадан Дарвиш В               | Теодор Макинтош В           | Сергей Самойлович П        | Утешительный турнир                 | Утешительный турнир      | 5                    |
| XXV летняя Универсиада (до 100 кг)         | Белград 7 июля 2009             | Не участвовал          | Рамадан Дарвиш В               | Теодор Макинтош В           | Сергей Самойлович П        | Жинлинг Юань В; Темуулен Баттулга В | Евгений Бедулин П        | 5                    |
| 25-й чемпионат мира (до 100 кг)            | Роттердам 30 августа 2009       | Джамалдин Алиев В      | Ариэль Зеэви В                 | Орейдис Деспейн В           | Такамаса Анаи В            | Максим Раков П                      | За 3-е место             | 5                    |
| 25-й чемпионат мира (до 100 кг)            | Роттердам 30 августа 2009       | Джамалдин Алиев В      | Ариэль Зеэви В                 | Орейдис Деспейн В           | Такамаса Анаи В            | Максим Раков П                      | Рамадан Дарвиш П         | 5                    |
| Чемпионат Европы среди юниоров (до 100 кг) | Ереван 13 сентября 2009         | Не проводился          | Клемент Дельве В               | Габор Гаер В                | Антон Марцулевич В         | Томаш Домански В                    | Лукаш Крпалек В          | 1                    |
| 59-й чемпионат Европы (до 100 кг)          | Вена 24 апреля 2010             | Не участвовал          | Леван Жоржолиани П             | Завершил выступление        | Завершил выступление       | Завершил выступление                | Завершил выступление     | Завершил выступление |
| Кубок мира (до 100 кг)                     | Каир 16 мая 2010                | Не проводился          | Не проводился                  | Мохамед Абас В              | Даниель Хадфи П            | Утешительный турнир                 | Утешительный турнир      | 5                    |
| Кубок мира (до 100 кг)                     | Каир 16 мая 2010                | Не проводился          | Не проводился                  | Мохамед Абас В              | Даниель Хадфи П            | Вячеслав Михайлин В                 | Роман Полосин П          | 5                    |
| Кубок Европы (до 100 кг)                   | Целе 26 июня 2010               | Не участвовал          | Доминик Герцер В               | Альберто Барин В            | Милан Дисович П            | Утешительный турнир                 | Утешительный турнир      | 3                    |
| Кубок Европы (до 100 кг)                   | Целе 26 июня 2010               | Не участвовал          | Доминик Герцер В               | Альберто Барин В            | Милан Дисович П            | Йелле ван дер Берг В Жан Ратеж В    | Предраг Будич В          | 3                    |
| Кубок Европы (до 100 кг)                   | Стамбул 18 июля 2010            | Не проводился          | Не проводился                  | Не участвовал               | Тайфун Таш В               | Давид Битиев В                      | Феййаз Язычы П           | 2                    |
| 26-й чемпионат мира (до 100 кг)            | Токио 9 сентября 2010           | Дино Пфайфер В 010:000 | Хассан Аззун В 100:000         | Хван Хи Тхэ В 100:00        | Орейдис Деспайне П 000:100 | Утешительный турнир                 | Утешительный турнир      | 7                    |
| 26-й чемпионат мира (до 100 кг)            | Токио 9 сентября 2010           | Дино Пфайфер В 010:000 | Хассан Аззун В 100:000         | Хван Хи Тхэ В 100:00        | Орейдис Деспайне П 000:100 | Тьерри Фабре П 000:101              | Завершил выступление     | 7                    |
| Кубок мира (до 100 кг)                     | Минск 10 октября 2010           | Не проводился          | Не проводился                  | Денис Пархамук В            | Джалал Беналла В           | Евгений Семочкин П                  | За 3-е место             | 5                    |
| Кубок мира (до 100 кг)                     | Минск 10 октября 2010           | Не проводился          | Не проводился                  | Денис Пархамук В            | Джалал Беналла В           | Евгений Семочкин П                  | Евгений Бедулин П        | 5                    |
| World Masters (до 100 кг)                  | Баку 16 января 2011             | Не проводился          | Не проводился                  | Леван Жоржолиани В          | Темуулен Баттулга П        | Завершил выступление                | Завершил выступление     | 5                    |
| 60-й чемпионат Европы (до 100 кг)          | Стамбул 23 апреля 2011          | Не участвовал          | Фредерик Йоргенсен П           | Завершил выступление        | Завершил выступление       | Завершил выступление                | Завершил выступление     | Завершил выступление |
| 27-й чемпионат мира (до 100 кг)            | Париж 27 августа 2011           | Не участвовал          | Амель Мекич П 001:012          | Завершил выступление        | Завершил выступление       | Завершил выступление                | Завершил выступление     | Завершил выступление |
| Кубок мира (до 100 кг)                     | Сан-Паулу 26 июня 2011          | Не проводился          | Не проводился                  | Итало Кордова В             | Даниель Брата В            | Утешительный турнир                 | Утешительный турнир      | 3                    |
| Кубок мира (до 100 кг)                     | Сан-Паулу 26 июня 2011          | Не проводился          | Не проводился                  | Итало Кордова В             | Даниель Брата В            | Серхио Гарсия В                     | Эльхан Мамедов В         | 3                    |
| Кубок мира (до 100 кг)                     | Ташкент 18 сентября 2011        | Не проводился          | Не проводился                  | Сабиржан Абилдаули В        | Балинт Фаркас В            | Рамзиддин Саидов П                  | За 3-е место             | 3                    |
| Кубок мира (до 100 кг)                     | Ташкент 18 сентября 2011        | Не проводился          | Не проводился                  | Сабиржан Абилдаули В        | Балинт Фаркас В            | Рамзиддин Саидов П                  | Ор Сассон В              | 3                    |
| Кубок мира (до 100 кг)                     | Тбилиси 29 января 2012          | Не участвовал          | Бека Бердзенишвили В           | Франк Эван Муссима В        | Дмитрий Петерс П           | Утешительный турнир                 | Утешительный турнир      | 7                    |
| Кубок мира (до 100 кг)                     | Тбилиси 29 января 2012          | Не участвовал          | Бека Бердзенишвили В           | Франк Эван Муссима В        | Дмитрий Петерс П           | Мартин Пачек П                      | Завершил выступление     | 7                    |
| Кубок мира (до 100 кг)                     | Оберварт 12 февраля 2012        | Джеймс Остин В         | Лучано Корреа В                | Ашкаб Костоев В             | Рено Карье П               | Утешительный турнир                 | Утешительный турнир      | 7                    |
| Кубок мира (до 100 кг)                     | Оберварт 12 февраля 2012        | Джеймс Остин В         | Лучано Корреа В                | Ашкаб Костоев В             | Рено Карье П               | Элко ван дер Геест П                | Завершил выступление     | 7                    |
| 61-й чемпионат Европы (до 100 кг)          | Челябинск 28 апреля 2012        | Не участвовал          | Фредерик Йоргенсен В           | Тьерри Фабре В              | Зафар Махмадов П           | Утешительный турнир                 | Утешительный турнир      | 3                    |
| 61-й чемпионат Европы (до 100 кг)          | Челябинск 28 апреля 2012        | Не участвовал          | Фредерик Йоргенсен В           | Тьерри Фабре В              | Зафар Махмадов П           | Ираклий Цирекидзе В                 | Дино Пфейффер В          | 3                    |
| Турнир Большого шлема (до 100 кг)          | Москва 26 мая 2012              | Не проводился          | Не участвовал                  | Эльхан Мамедов В            | Рамзиддин Саидов П         | Завершил выступление                | Завершил выступление     | 5                    |
| XXX Олимпийские игры (до 100 кг)           | Лондон 2 августа 2012           | Не участвовал          | Максим Раков В 011:000         | Леван Жоржолиани В 011:002  | Хи-Тае Хванг П 002:021     | Утешительный турнир                 | Утешительный турнир      | 7                    |
| XXX Олимпийские игры (до 100 кг)           | Лондон 2 августа 2012           | Не участвовал          | Максим Раков В 011:000         | Леван Жоржолиани В 011:002  | Хи-Тае Хванг П 002:021     | Рамзиддин Саидов П 000:100          | Завершил выступление     | 7                    |
| Гран-при (до 100 кг)                       | Самсун 31 марта 2013            | Не проводился          | Исмаил Джанитез В              | Акоп Аракелян В             | Лукаш Крпалек В            | Хенк Грол В                         | Адлан Бисултанов П       | 2                    |
| 62-й чемпионат Европы (до 100 кг)          | Будапешт 27 апреля 2013         | Не участвовал          | Доменико де Гуида В            | Артём Блошенко В            | Ор Сассон В                | Лукаш Крпалек П                     | За 3-е место             | 5                    |
| 62-й чемпионат Европы (до 100 кг)          | Будапешт 27 апреля 2013         | Не участвовал          | Доменико де Гуида В            | Артём Блошенко В            | Ор Сассон В                | Лукаш Крпалек П                     | Евгений Бородавко П      | 5                    |
| Турнир Большого шлема (до 100 кг)          | Баку 5 мая 2013                 | Не проводился          | Не проводился                  | Арсен Омаров В              | Эрденебилег Энхбат П       | Утешительный турнир                 | Утешительный турнир      | 3                    |
| Турнир Большого шлема (до 100 кг)          | Баку 5 мая 2013                 | Не проводился          | Не проводился                  | Арсен Омаров В              | Эрденебилег Энхбат П       | Рафаэль Бузачарини В                | Вячеслав Денисов В       | 3                    |
| World Masters (до 100 кг)                  | Тюмень 26 мая 2013              | Не проводился          | Не проводился                  | Даисуке Кобаяши В           | Хенк Грол П                | Утешительный турнир                 | Утешительный турнир      | 3                    |
| World Masters (до 100 кг)                  | Тюмень 26 мая 2013              | Не проводился          | Не проводился                  | Даисуке Кобаяши В           | Хенк Грол П                | Рамадан Дарвиш В                    | Сергей Самойлович В      | 3                    |
| Гран-при (до 100 кг)                       | Тбилиси 23 марта 2014           | Не проводился          | Не проводился                  | Не участвовал               | Гурам Тушишвили П          | Утешительный турнир                 | Утешительный турнир      | 3                    |
| Гран-при (до 100 кг)                       | Тбилиси 23 марта 2014           | Не проводился          | Не проводился                  | Не участвовал               | Гурам Тушишвили П          | Дмитрий Лучин В                     | Давид Лориашвили В       | 3                    |
| Гран-при (до 100 кг)                       | Самсун 30 марта 2014            | Не проводился          | Не участвовал                  | Евгений Бородавко В         | Рамадан Дарвиш В           | Адлан Бисултанов В                  | За 3-е место             | 5                    |
| Гран-при (до 100 кг)                       | Самсун 30 марта 2014            | Не проводился          | Не участвовал                  | Евгений Бородавко В         | Рамадан Дарвиш В           | Адлан Бисултанов В                  | Карл-Ричард Фрай П       | 5                    |
| 63-й чемпионат Европы (до 100 кг)          | Монпелье 26 апреля 2014         | Не проводился          | Не участвовал                  | Евгений Бородавко В         | Карл-Ричард Фрай В         | Адлан Бисултанов В                  | Лукаш Крпалек П          | 2                    |
| Гран-при (до 100 кг)                       | Будапешт 22 июня 2014           | Не проводился          | Не участвовал                  | Гергё Фогаси В              | Якуб Вожчик В              | Хенк Грол П                         | За 3-е место             | 3                    |
| Гран-при (до 100 кг)                       | Будапешт 22 июня 2014           | Не проводился          | Не участвовал                  | Гергё Фогаси В              | Якуб Вожчик В              | Хенк Грол П                         | Артём Блошенко В         | 3                    |
| Турнир Большого шлема (до 100 кг)          | Тюмень 13 июля 2014             | Не проводился          | Не участвовал                  | Не участвовал               | Рюко Огава В               | Арсен Омаров В                      | Карл Рейес В             | 1                    |
| 29-й чемпионат мира (до 100 кг)            | Челябинск 30 августа 2014       | Не участвовал          | Сойюб Курбонов П 000:000       | Завершил выступление        | Завершил выступление       | Завершил выступление                | Завершил выступление     | Завершил выступление |
| Турнир Большого шлема (до 100 кг)          | Абу-Даби 2 ноября 2014          | Не проводился          | Не проводился                  | Михаил Косяшников В         | Иван Ремаренко В           | Карл-Ричард Фрай П                  | За 3-е место             | 5                    |
| Турнир Большого шлема (до 100 кг)          | Абу-Даби 2 ноября 2014          | Не проводился          | Не проводился                  | Михаил Косяшников В         | Иван Ремаренко В           | Карл-Ричард Фрай П                  | Лиес Буякуб П            | 5                    |
| Гран-при (до 100 кг)                       | Тбилиси 22 марта 2015           | Не проводился          | Не участвовал                  | Александр Заалишвили В      | Артём Блошенко В           | Эльхан Мамедов В                    | Дмитрий Петерс В         | 1                    |
| Гран-при (до 100 кг)                       | Самсун 29 марта 2015            | Не участвовал          | Стефан Юрисич В                | Тимур Туран В               | Джавад Махджуб В           | Арсен Омаров В                      | Карл-Фридрих Фрай В      | 1                    |
| Турнир Большого шлема (до 100 кг)          | Баку 10 мая 2015                | Не проводился          | Не участвовал                  | Аякс Тадехара В             | Петер Пальчик В            | Хорхе Фонсека В                     | Адлан Бисултанов П       | 2                    |
| World Masters (до 100 кг)                  | Рабат 24 мая 2015               | Не проводился          | Не проводился                  | Лиес Буякуб В               | Максим Раков В             | Хенк Грол В                         | Лукаш Крпалек В          | 1                    |
| I Европейские игры (до 100 кг)             | Баку 27 июня 2015               | Не проводился          | Не участвовал                  | Хорхе Фонсека П             | Завершил выступление       | Завершил выступление                | Завершил выступление     | Завершил выступление |
| European Open (до 100 кг)                  | Минск 27 июля 2015              | Не участвовал          | Милан Рандл В                  | Руслан Киселёв В            | Антон Савицкий П           | Утешительный турнир                 | Утешительный турнир      | 5                    |
| European Open (до 100 кг)                  | Минск 27 июля 2015              | Не участвовал          | Милан Рандл В                  | Руслан Киселёв В            | Антон Савицкий П           | Петер Пальчик В                     | Бенджамин Флетчер П      | 5                    |
| 30-й чемпионат мира (до 100 кг)            | Астана 29 августа 2015          | Не участвовал          | Григогий Минаскин В 000:000    | Чингиз Мамедов П 000:100    | Завершил выступление       | Завершил выступление                | Завершил выступление     | Завершил выступление |
| Всемирные военные игры (до 100 кг)         | Мунгён 6 октября 2015           | Не проводился          | Иван Сальво В                  | Рамазан Малсуйгенов В       | Амбаселмаа Баярсайхан П    | Утешительный турнир                 | Утешительный турнир      | 3                    |
| Всемирные военные игры (до 100 кг)         | Мунгён 6 октября 2015           | Не проводился          | Иван Сальво В                  | Рамазан Малсуйгенов В       | Амбаселмаа Баярсайхан П    | Энтони Пена В Жозеф Терхе В         | Лучано Корреа В          | 3                    |
| Гран-при (до 100 кг)                       | Циндао 22 ноября 2015           | Не участвовал          | Ритаро Гото В                  | Гурам Тушишвили В           | Эльхан Мамедов П           | Утешительный турнир                 | Утешительный турнир      | 3                    |
| Гран-при (до 100 кг)                       | Циндао 22 ноября 2015           | Не участвовал          | Ритаро Гото В                  | Гурам Тушишвили В           | Эльхан Мамедов П           | Златко Кумрич В                     | Карл-Фридрих Фрай В      | 3                    |
| Гран-при (до 100 кг)                       | Чеджу 28 ноября 2015            | Не проводился          | Хуссаин Шах Шах В              | Джавад Махджуб В            | Арсен Омаров В             | Хосе Арментерос П                   | За 3-е место             | 3                    |
| Гран-при (до 100 кг)                       | Чеджу 28 ноября 2015            | Не проводился          | Хуссаин Шах Шах В              | Джавад Махджуб В            | Арсен Омаров В             | Хосе Арментерос П                   | Кенсукэ Сакамато В       | 3                    |
| Турнир Большого шлема (до 100 кг)          | Токио 6 декабря 2015            | Не участвовал          | Аарон Вольф В                  | Дино Пфайфер В              | Хосе Арментерос В          | Рюносуке Хага П                     | За 3-е место             | 3                    |
| Турнир Большого шлема (до 100 кг)          | Токио 6 декабря 2015            | Не участвовал          | Аарон Вольф В                  | Дино Пфайфер В              | Хосе Арментерос В          | Рюносуке Хага П                     | Максим Раков В           | 3                    |
| Турнир Большого шлема (до 100 кг)          | Париж 7 февраля 2016            | Не участвовал          | Кристоф Кронбергер В           | Григорий Минаскин В         | Михаэль Коррел В           | Сириль Маре П                       | За 3-е место             | 5                    |
| Турнир Большого шлема (до 100 кг)          | Париж 7 февраля 2016            | Не участвовал          | Кристоф Кронбергер В           | Григорий Минаскин В         | Михаэль Коррел В           | Сириль Маре П                       | Карл-Ричард Фрай П       | 5                    |
| Гран-при (до 100 кг)                       | Дюссельдорф 21 февраля 2016     | Не участвовал          | Кристоф Кронбергер В           | Валентин Раду В             | Хосе Фонсека П             | Утешительный турнир                 | Утешительный турнир      | 7                    |
| Гран-при (до 100 кг)                       | Дюссельдорф 21 февраля 2016     | Не участвовал          | Кристоф Кронбергер В           | Валентин Раду В             | Хосе Фонсека П             | Мартин Пачек П                      | Завершил выступление     | 7                    |
| 65-й чемпионат Европы (до 100 кг)          | Казань 23 апреля 2016           | Не проводился          | Не участвовал                  | Артём Блошенко В            | Хенк Грол П                | Утешительный турнир                 | Утешительный турнир      | 5                    |
| 65-й чемпионат Европы (до 100 кг)          | Казань 23 апреля 2016           | Не проводился          | Не участвовал                  | Артём Блошенко В            | Хенк Грол П                | Евгений Бородавко В                 | Григогий Минаскин П      | 5                    |
| World Masters (до 100 кг)                  | Гвадалахара 29 мая 2016         | Не проводился          | Не участвовал                  | Лучано Кореа В              | Лиес Буякуб В              | Мартин Пачек В                      | Сириль Маре В            | 1                    |
| XXXI Олимпийские игры (до 100 кг)          | Рио-де-Жанейро 11 августа 2016  | Не участвовал          | Тагир Хайбулаев В 011:000      | Лиес Буякуб В 0101:0102     | Рамадан Дарвиш В 100:000   | Артём Блошенко В 100:000            | Лукаш Крпалек П 000:100  | 2                    |
| Турнир Большого шлема (до 100 кг)          | Париж 12 февраля 2017           | Не участвовал          | Хорхе Фонсека П                | Завершил выступление        | Завершил выступление       | Завершил выступление                | Завершил выступление     | Завершил выступление |
| Турнир Большого шлема (до 100 кг)          | Баку 12 марта 2017              | Не проводился          | Не проводился                  | Не участвовал               | Петер Пальчик В            | Эльхан Мамедов В                    | Михаэль Коррел П         | 2                    |
| 66-й чемпионат Европы (до 100 кг)          | Варшава 22 апреля 2017          | Не участвовал          | Филип Галанди В                | Микита Свирид В             | Кирилл Денисов В           | Эльхан Мамедов П                    | За 3-е место             | 5                    |
| 66-й чемпионат Европы (до 100 кг)          | Варшава 22 апреля 2017          | Не участвовал          | Филип Галанди В                | Микита Свирид В             | Кирилл Денисов В           | Эльхан Мамедов П                    | Казбек Занкишиев П       | 5                    |
| IV Исламские игры солидарности (до 100 кг) | Баку 14 мая 2017                | Не проводился          | Не проводился                  | Не участвовал               | Али Эрдоган В              | Лиес Буякуб В                       | Эльхан Мамедов П         | 2                    |
| 31-й чемпионат мира (до 100 кг)            | Будапешт 2 сентября 2017        | Не участвовал          | Отгонбатар Лхагвасурен В 10:01 | Хорхе Фонсека В 10:00       | Аарон Вольф П 00:01        | Утешительный турнир                 | Утешительный турнир      | 3                    |
| 31-й чемпионат мира (до 100 кг)            | Будапешт 2 сентября 2017        | Не участвовал          | Отгонбатар Лхагвасурен В 10:01 | Хорхе Фонсека В 10:00       | Аарон Вольф П 00:01        | Тома Никифоров В 01:00              | Эльхан Мамедов В 01:00   | 3                    |
| Гран-при (до 100 кг)                       | Загреб 1 октября 2017           | Не проводился          | Не участвовал                  | Джулиано Лопорчио П         | Завершил выступление       | Завершил выступление                | Завершил выступление     | Завершил выступление |
| World Masters (до 100 кг)                  | Санкт-Петербург 17 декабря 2017 | Не проводился          | Не проводился                  | Нияз Билалов В              | Миклош Чирженич П          | Утешительный турнир                 | Утешительный турнир      | 7                    |
| World Masters (до 100 кг)                  | Санкт-Петербург 17 декабря 2017 | Не проводился          | Не проводился                  | Нияз Билалов В              | Миклош Чирженич П          | Кирилл Денисов П                    | Завершил выступление     | 7                    |
| Турнир Большого шлема (до 100 кг)          | Дюссельдорф 25 февраля 2018     | Не проводился          | Хосе Арментерос В              | Карл-Ричард Фрай В          | Тома Никифоров П           | Утешительный турнир                 | Утешительный турнир      | 7                    |
| Турнир Большого шлема (до 100 кг)          | Дюссельдорф 25 февраля 2018     | Не проводился          | Хосе Арментерос В              | Карл-Ричард Фрай В          | Тома Никифоров П           | Отгонбатар Лхагвасурен П            | Завершил выступление     | 7                    |
| 32-й чемпионат мира (до 100 кг)            | Баку 25 сентября 2018           | Мартин Пачек В 10:00   | Данило Пантич В 10:00          | Варлам Липартелиани П 00:10 | Завершил выступление       | Завершил выступление                | Завершил выступление     | Завершил выступление |
| Турнир Большого шлема (до 100 кг)          | Абу-Даби 27 октября 2018        | Не проводился          | Не проводился                  | Аклмуродбек Худойбердиев В  | Асхаб Костоев В            | Хорхе Фонсека В                     | Петер Пальчик П          | 2                    |
| Гран-при (до 100 кг)                       | Ташкент 9 ноября 2018           | Не проводился          | Не проводился                  | Залан Огат В                | Данило Пантич В            | Хоаким Дверби В                     | Александр Иддир В        | 1                    |
| Гран-при (до 100 кг)                       | Анталья 5 апреля 2019           | Не проводился          | Аловиддин Журакулов В          | Саиджалол Саидов В          | Рафаэль Бузакарини П       | Утешительный турнир                 | Утешительный турнир      | 3                    |
| Гран-при (до 100 кг)                       | Анталья 5 апреля 2019           | Не проводился          | Аловиддин Журакулов В          | Саиджалол Саидов В          | Рафаэль Бузакарини П       | Зелим Коцоев В                      | Рамадан Дарвиш В         | 3                    |
| II Европейские игры (до 100 кг)            | Минск 24 июня 2019              | Не проводился          | Антон Савицкий В 1s1:00        | Григорий Минашкин В 11:00   | Сириль Маре П 00:10s1      | Утешительный турнир                 | Утешительный турнир      | 3                    |
| II Европейские игры (до 100 кг)            | Минск 24 июня 2019              | Не проводился          | Антон Савицкий В 1s1:00        | Григорий Минашкин В 11:00   | Сириль Маре П 00:10s1      | Данило Пантич В 1s1:0s1             | Златко Кумрич В 10s1:00  | 3                    |
| Гран-при (до 100 кг)                       | Загреб 26 июля 2019             | Не проводился          | Данило Хуцол В                 | Даниэль Мукете В            | Бенджамин Флетчер П        | Утешительный турнир                 | Утешительный турнир      | 7                    |
| Гран-при (до 100 кг)                       | Загреб 26 июля 2019             | Не проводился          | Данило Хуцол В                 | Даниэль Мукете В            | Бенджамин Флетчер П        | Миклош Кирженикс П                  | Завершил выступление     | 7                    |
| 33-й чемпионат мира (до 100 кг)            | Токио 30 августа 2019           | Даниэль Мукете В       | Арман Адамян В                 | Хорхе Фонсека В             | Михаэль Коррел В           | Хорхе Фонсека П                     | За 3-е место             | 5                    |
| 33-й чемпионат мира (до 100 кг)            | Токио 30 августа 2019           | Даниэль Мукете В       | Арман Адамян В                 | Хорхе Фонсека В             | Михаэль Коррел В           | Хорхе Фонсека П                     | Аарон Вольф П            | 5                    |
| Турнир Большого шлема (до 100 кг)          | Осака 24 ноября 2019            | Не проводился          | Седрик Оливар В                | Филипп Галанди В            | Мераб Маргиев В            | Аарон Вольф В                       | Рюносукэ Хага П          | 2                    |
| Турнир Большого шлема (до 100 кг)          | Дюссельдорф 23 февраля 2020     | Не проводился          | Ниаз Диасамидзе В              | Кайл Рейес В                | Бенджамин Флетчер В        | Хорхе Фонсека В                     | Мухаммадкарим Хуррамов П | 2                    |
| 69-й чемпионат Европы (до 100 кг)          | Прага 19 ноября 2020            | Не участвовал          | Аарон Фара В                   | Даниэль Мукете В            | Варлам Липартелиани П      | Утешительный турнир                 | Утешительный турнир      | 7                    |
| 69-й чемпионат Европы (до 100 кг)          | Прага 19 ноября 2020            | Не участвовал          | Аарон Фара В                   | Даниэль Мукете В            | Варлам Липартелиани П      | Борис Георгиев П                    | Завершил выступление     | 7                    |
| Турнир Большого шлема (до 100 кг)          | Тель-Авив 19 февраля 2022       | Не проводился          | Не проводился                  | Роберт Флорентино В         | Зелим Коцоев П             | Утешительный турнир                 | Утешительный турнир      | 7                    |
| Турнир Большого шлема (до 100 кг)          | Тель-Авив 19 февраля 2022       | Не проводился          | Не проводился                  | Роберт Флорентино В         | Зелим Коцоев П             | Эдуард Сербан П                     | Завершил выступление     | 7                    |
| Турнир Большого шлема (до 100 кг)          | Анталья 3 апреля 2022           | Григорий Минашкин В    | Марко Кумрич В                 | Шади Эль-Нахас В            | Николоз Шеразадишвили П    | Утешительный турнир                 | Утешительный турнир      | 3                    |
| Турнир Большого шлема (до 100 кг)          | Анталья 3 апреля 2022           | Григорий Минашкин В    | Марко Кумрич В                 | Шади Эль-Нахас В            | Николоз Шеразадишвили П    | Эшли Гонзалес В                     | Кайл Рейес В             | 3                    |
| 71-й чемпионат Европы (до 100 кг)          | София 1 мая 2022                | Не участвовал          | Седрик Оливар В                | Илья Суламанидзе В          | Михаэль Коррел П           | Утешительный турнир                 | Утешительный турнир      | 5                    |
| 71-й чемпионат Европы (до 100 кг)          | София 1 мая 2022                | Не участвовал          | Седрик Оливар В                | Илья Суламанидзе В          | Михаэль Коррел П           | Петер Пальчик В                     | Даниэль Айх П            | 5                    |
| V Исламские игры солидарности (до 100 кг)  | Конья 16 августа 2022           | Не проводился          | Не проводился                  | Не участвовал               | Гайсар Хан В               | Мерт Шишманлар В                    | Музаффарбек Туробоев П   | 2                    |
| Турнир Большого шлема (до 100 кг)          | Абу-Даби 23 октября 2022        | Не участвовал          | Алексей Ершов В                | Аарон Фара В                | Эшли Гонзалес П            | Утешительный турнир                 | Утешительный турнир      | 5                    |
| Турнир Большого шлема (до 100 кг)          | Абу-Даби 23 октября 2022        | Не участвовал          | Алексей Ершов В                | Аарон Фара В                | Эшли Гонзалес П            | Нурлыхан Шерхан В                   | Шади Эль-Нахас П         | 5                    |

## Семья
Отец спортсмена Ильгар Гасымов в прошлом занимался лёгкой атлетикой. Мать же, Шаргия Гасымова, — бывшая волейболистка. Брат Эльдар Гасымов также занимался дзюдо. Двоюродный брат (сын брата отца) Эмин Гасымов идёт по стопам Эльмара и также занимается дзюдо.
6 марта 2011 года Эльмар Гасымов женился. При этом в день свадьбы, будучи студентом Азербайджанского государственного экономического университета, он выиграл студенческий турнир, одержав 4 победы. Супругу спортсмена зовут Мехрибан. У пары есть сын.